# Neha Dhupia
Neha Dhupia (Kochi, 27 de agosto de 1980) es una actriz india que ha aparecido en películas en hindi, panyabí, telugu y malabar. Ganó el certamen de belleza Femina Miss India en 2002 y debutó en el cine de Bollywood con la película Qayamat: City Under Threat.

## Primeros años
Dhupia nació en Kochi, en el seno de una familia sij. Su padre, Pradip Singh Dhupia, sirvió en la armada india y su madre, Babli Dhupia, es una arquitecta. Se graduó en el Colegio de Jesús y María en Nueva Delhi, afiliado a la Universidad de Delhi, con honores en Historia.

## Carrera
Dhupia hizo su debut como actriz en una obra llamada Graffiti. Seguidamente apareció en un videoclip de la banda de pop Euphoria y en varias campañas publicitarias. En 2002 participó en el certamen de belleza Femina Miss India, donde obtuvo el título de Miss Universo India 2002. Representó a su país en Miss Universo 2002 en Puerto Rico, donde ocupó la décima posición.

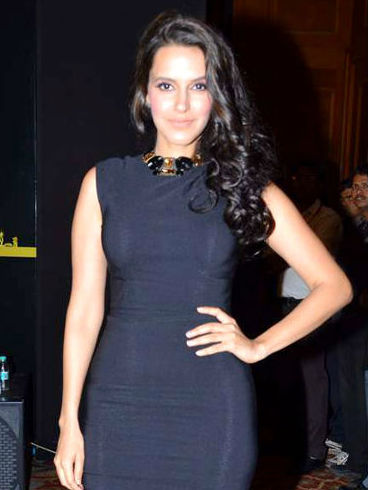
Dhupia en la gala de la decimotercera edición de los Premios IIFA

### Cine
Dhupia hizo su debut en 1994 como actriz infantil en la película malabar Minnaram, protagonizada por el reconocido actor Mohanlal. Su debut en la industria de Bollywood ocurrió en la película de 2003 Qayamat: City Under Threat, la cual tuvo decentes cifras de taquilla. Logró el reconocimiento en su país con su participación protagónica en la película de Deepak Shivdasani Julie (2004) y acto seguido apareció en Sheesha (2005), interpretando el papel de dos hermanas gemelas. A partir de entonces protagonizó películas como Kyaa Kool Hai Hum (2005) y Shootout at Lokhandwala (2007), ambas con éxito de taquilla, además de aparecer en un segmento en la cinta de antología Dus Kahaniyaan (2007).
En los años siguientes Dhupia realizó papeles de reparto en producciones cinematográficas como Chup Chup Ke (2006), Ek Chalis Ki Last Local (2007), Mithya (2008), Maharathi (2008), Singh Is Kinng (2008) y Dasvidaniya (2008). En 2011 personificó a Eva Braun, compañera de Adolfo Hitler, en el polémico largometraje Dear Friend Hitler, que relata un supuesto contacto entre el dictador alemán y el pacifista Mahatma Gandhi.

### Otros proyectos
Dhupia ha modelado en pasarelas para destacados diseñadores como Rohit Bal y D'damas.
En 2016, Dhupia presentó un pódcast titulado #NoFilterNeha en la app de música india JioSaavn, en el que se encargaba de entrevistar todo tipo de celebridades de Bollywood. El show recibió críticas positivas y una buena recepción del público, con cerca de 2.3 millones de oyentes. Dhupia dio inicio a la cuarta temporada del podcast en noviembre de 2019 y planea convertirlo en una serie web.

## Plano personal
Dhupia se casó con el actor Angad Bedi en una ceremonia privada el 10 de mayo de 2018. El 18 de noviembre de 2018 dio a luz a su primera hija, Mehr Dhupia Bedi.

## Filmografía

### Cine
| Año  | Película                              | Papel            |
| ---- | ------------------------------------- | ---------------- |
| 1994 | Minnaram                              |                  |
| 2000 | Nattu Odoru! Ninja Densetsu           | Meena            |
| 2003 | Ninne Istapaddanu                     |                  |
| 2003 | Qayamat: City Under Threat            | Sapna            |
| 2003 | Miss India: The Mystery               |                  |
| 2003 | Villain                               |                  |
| 2004 | Julie                                 | Julie            |
| 2004 | Rakht: What If You Can See the Future | Rhea Trehan      |
| 2005 | Siskiyaan                             | Ayesha Sheikh    |
| 2005 | Sheesha                               | Sia/Ria Malhotra |
| 2005 | Kyaa Kool Hai Hum                     | Dra. Rekha       |
| 2005 | Garam Masala                          | Maggi            |
| 2006 | Fight Club – Members Only             | Komal            |
| 2006 | Teesri Aankh: The Hidden Camera       | Sapna            |
| 2006 | Chup Chup Ke                          | Meenakshi        |
| 2006 | Utthaan                               | Kiran Talreja    |
| 2007 | Delhii Heights                        | Suhana           |
| 2007 | Ek Chalis Ki Last Local               | Madhu            |
| 2007 | Shootout at Lokhandwala               | Rohini           |
| 2007 | Heyy Babyy                            |                  |
| 2007 | Dus Kahaniyaan                        |                  |
| 2008 | Rama Rama Kya Hai Drama               | Shanti           |
| 2008 | Mithya                                | Sonam            |
| 2008 | Kabhi Pyar Na Karna                   |                  |
| 2008 | De Taali                              | Sara             |
| 2008 | Singh Is Kinng                        | Julie            |
| 2008 | Dasvidaniya                           | Neha Dhanot      |
| 2008 | Maharathi                             | Mallika          |
| 2009 | Paying Guests                         | Aarti Gupta      |
| 2009 | Bollywood Hero                        | Lalima Lakhani   |
| 2009 | De Dana Dan                           | Anu Chopra       |
| 2009 | Raat Gayi Baat Gayi?                  | Sophia           |
| 2010 | Action Replayy                        | Mona             |
| 2010 | Phas Gaye Re Obama                    | Munni            |
| 2011 | Parama Veera Chakra                   | Razia Sultana    |
| 2011 | Dear Friend Hitler                    | Eva Braun        |
| 2011 | Pappu Can't Dance Saala               | Mahak            |
| 2012 | Maximum                               | Riyana           |
| 2012 | I M 24                                | Sheela           |
| 2012 | Kismet Love Paisa Dilli               | Cameo            |
| 2012 | Rush                                  | Lisa Kapoor      |
| 2013 | Rangeelay                             | Simmy            |
| 2014 | Double Di Trouble                     | Ella misma       |
| 2014 | Ungli                                 | Teestha          |
| 2014 | Ekkees Toppon Ki Salaami              | Jayaprabha       |
| 2016 | Santa Banta Pvt Ltd                   | Kareena Roy      |
| 2016 | Moh Maya Money                        | Divya            |
| 2017 | Hindi Medium                          | Mrs. Aarti Suri  |
| 2017 | Tumhari Sulu                          | Maria            |
| 2017 | Qarib Qarib Singlle                   | Cameo            |
| 2018 | Lust Stories                          | Rekha            |
| 2018 | Helicopter Eela                       | Lisa Marine      |

### Televisión
| Año           | Título                       | Papel        | Canal                         | Notas      |
| ------------- | ---------------------------- | ------------ | ----------------------------- | ---------- |
| 2000          | Rajdhani                     |              | Star Plus                     |            |
|               | Highway 303                  |              | Star Plus                     | 1 episodio |
| 2011          | Comedy Circus                | Presentadora | Sony Entertainment Television | 1 episodio |
| 2013          | Nautanki: The Comedy Theatre | Ella misma   | Colors TV                     | [ 11 ]     |
| 2016–presente | MTV Roadies                  | Ella misma   | MTV India                     |            |
| 2017          | Chhote Miyan Dhakkad         | Jurado       | Colors TV                     | [ 12 ]     |
| 2018          | BFFs with Vogue              | Presentadora | Colors Infinity               |            |